# تونی هانکوک
تونی هانکوک (انگلیسی: Tony Hancock; ۱۲ مهٔ ۱۹۲۴ – ۲۵ ژوئن ۱۹۶۸) هنرپیشه و کمدین اهل انگلستان بود.
از فیلم‌ها یا برنامه‌های تلویزیونی که وی در آن نقش داشته‌است می‌توان به مردان پرابهت در طیاره‌های پرسرعت اشاره کرد.